# Vlag van Győr-Moson-Sopron

Vlag van Győr-Moson-Sopron
(ratio 1:2)

De vlag van Győr-Moson-Sopron werd op 28 december 1991 aangenomen als de vlag van de Hongaarse comitaat Győr-Moson-Sopron. De vlag bestaat uit twee even hoge banen van rood en blauw met het gekroonde wapen in het midden.
Het wapen is een combinatie van delen van de oude comitaatswapens van Moson (linksboven), Sopron (rechtsboven) en Győr (onder).
Moson ontving zijn wapen van keizer Ferdinand III in 1647. Het wapen symboliseert de “Moson Poort”, de beschermde toegang vanuit het westen tot het vruchtbare centrum van Hongarije.
Het wapen van Sopron werd door keizer Leopold I in 1693 verleend. Het vertoonde een geharnaste ridder die een ovaal schild met het wapen van prins Esterházy vasthield. Alleen de ridder is overgenomen in het comitaatswapen.
In 1607 verkreeg Győr zijn zegel met de Latijnse riviernamen danvbivs, rapca en raba. In 1667 werden deze namen op drie golvende zilveren banen op rood in het wapen opgenomen. Het comitaatswapen heeft deze namen niet overgenomen, maar de golvende banen staan voor de rivieren de Donau, de Rapcza en de Rába. De Donau vormt de noordgrens van het comitaat.